# Soleil
Soleil (französisch für Sonne, in anderen Ländern als Crusader of Centy beziehungsweise Ragnacënty veröffentlicht) ist ein 1994 von der Firma Sega für die Spielkonsole Sega Mega Drive entwickeltes Action-Adventure mit einigen Rollenspiel-Elementen.

## Handlung
Der vom Spieler benannte Held feiert gerade seinen 14. Geburtstag, an dem er das Schwert seines lange Zeit verstorbenen Vaters erhält. Nachdem er sich mit dem Schwert auf den Weg macht die Geheimnisse der Welt zu erkundigen, trifft er eine Wahrsagerin, die ihm scheinbar die Fähigkeit gibt, mit Tieren zu kommunizieren. Gleichzeitig nimmt sie ihm jedoch die Fähigkeit, sich mit anderen Menschen zu verständigen. Auf der Suche nach der Wahrsagerin schließen sich ihm sein Hund Johnny sowie andere Tiere, mit denen er Freundschaft schließt, an und er lüftet dabei das Geheimnis, was damals in seinem Land vorgefallen ist und woher die ganzen Monster stammen, die die Welt in Atem halten.

## Spielprinzip und Technik
Der Spieler steuert einen jungen Helden, der in der Tradition der Zelda-Spiele durch eine von oben betrachtete Welt wandert. Diese ist in verschiedene Abschnitte untergliedert, welche in einer Super Mario World-ähnlichen Landkarte miteinander verbunden sind. Ziel des Spiels ist es, mit der Hilfe von Tieren, die man unterwegs befreien kann, verschiedene Dämonen zu besiegen. Diese führen in dem Zeitalter, in dem man sich bewegt, Krieg gegen die Menschen, wobei während des Spielverlaufes auch Bewegungen in der Zeit für das Erreichen des Spielziels notwendig sind, und zur Erläuterung der Hintergrundgeschichte dienen.
Es gibt vielerlei Anleihen an die klassischen Zelda-Spiele, sowohl in der Optik als auch der Bedienung. Die Hauptwaffe des Helden ist sein Schwert, und ein nicht geringer Teil des Spiels besteht aus dem Lösen von Sprung- und Schieberätseln. Gegenstände oder zusätzliche Ausrüstung beschränken sich auf permanente Boni für den Spieler und einzelne Questbestandteile. Magieähnliche Fähigkeiten erlangt man in diesem Spiel durch die Tiere, die man während seiner Reise befreit und mit denen sich der Held durch seine besondere Eigenschaft, mit Tieren reden zu können, verständigen kann. Verschiedene Tiere lassen sich dabei kombinieren und ergeben neue oder verbesserte Effekte.

## Rezeption
Das deutschsprachige Onlinemagazin Sega Forever lobte eine liebevoll gestaltete Spielwelt und hob besonders das Level-up-System als innovative Idee hervor. Das Magazin kritisierte lediglich eine etwas flache Story.
Die bekannteste Kritik wurde auf dem Cover von Soleil selbst abgedruckt:

„Besser als Zelda.“

„Letztendlich muß sich Soleil aber Zelda beugen, da der Weg einfach zu stark vorgegeben ist und nur wenig Raum für eigenständige Suchereien bleibt […]“